# Homoanarta cristifer
Homoanarta cristifer là một loài bướm đêm trong họ Noctuidae.